# Porsche 996
Porsche 996 är en sportbil, tillverkad av den tyska biltillverkaren Porsche mellan 1997 och 2006.

## Bakgrund
I slutet av nittiotalet hade 911-modellen tillverkats under 35 år. Den hade modifierats kraftigt under åren, men grundkarossen och den luftkylda motorn bestod. Porsche 996, som presenterades 1997, var en helt ny bil som inte hade mer än modellnamnet "911" på motorluckan gemensam med företrädaren.
Karossen var större och erbjöd bättre passagerarutrymme än tidigare modeller. Detta fick inbitna 911-entusiaster att klaga på att den nya bilen var mer av en bekväm gran turismo-vagn än renodlad sportbil. Ur rationaliseringssyfte var många delar gemensamma med den mindre Porsche Boxster, bland annat var fronten identisk.
Även motorn hade mycket gemensamt med Boxster-modellen. För första gången fick en 911:a vätskekylning, men även moderniteter som dubbla överliggande kamaxlar och fyrventilstoppar. 

## Porsche 996

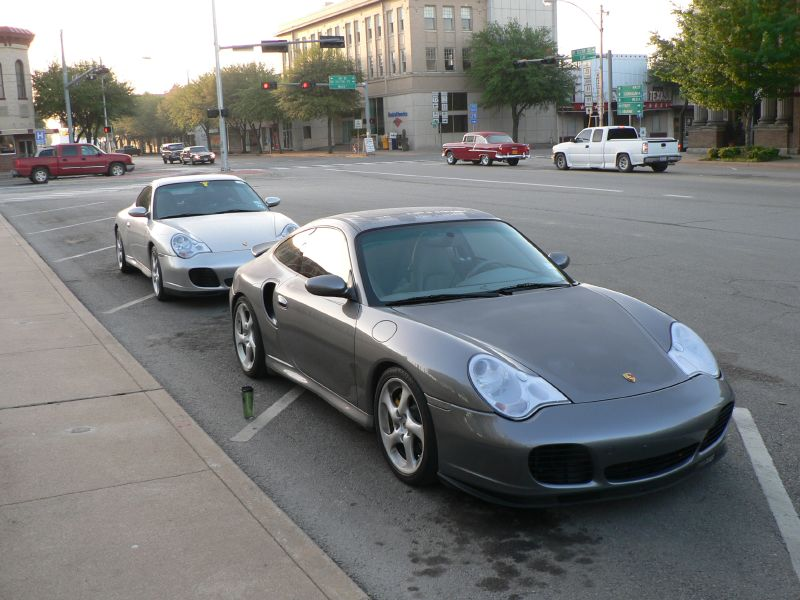
Porsche 996 Turbo och 4S

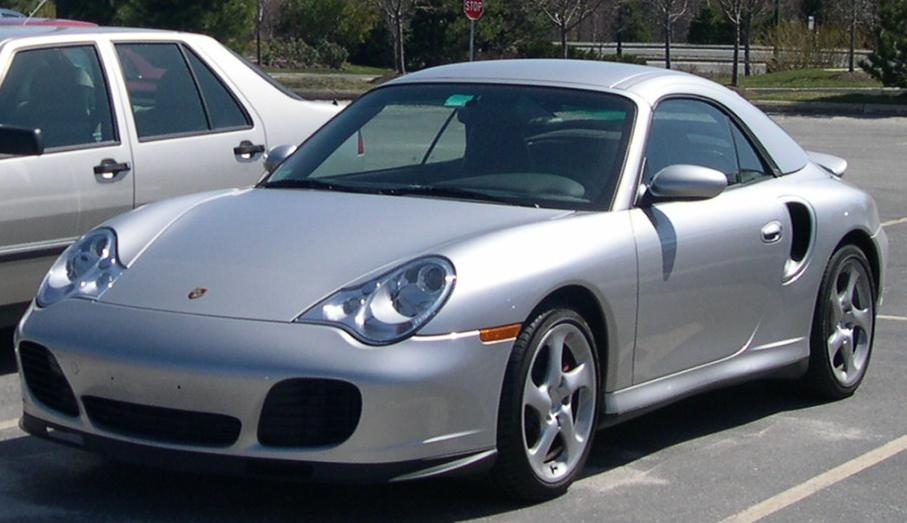
Porsche 996 cabriolet

Hösten 1997 introducerades den bakhjulsdrivna Carrera och den fyrhjulsdrivna Carrera 4. Bägge versionerna tillverkades som coupé och cabriolet. 
Modellåret 2000 tillkom 996 Turbo. Liksom tidigare Turbo-modeller hade den breddad kaross, modifierad front och en rörlig spoiler på motorluckan.
996:an fick mycket kritik för sin front, som delades med den billigare Boxstern. Under 2001 genomfördes därför en omfattande uppdatering, med ny front och en större motor. Samtidigt tillkom Targa-versionen, med ett stort öppningsbart glastak.
Den starkare Turbo S såldes i slutet av 996:ans livstid och gjordes i 1 563 exemplar (till skillnad från 996 turbo som totalt gjordes i 20 499 exemplar). Så gott som alla såldes som årsmodell 2005 men ett fåtal såldes även som årsmodell 2004. 2005 ersattes 996:an av 997:an.

### Produktionssiffror för 996 turbo[1]

#### 996 Turbo Coupe
MY2000: 16
MY2001: 5 324
MY2002: 5 908
MY2003: 4 322
MY2004: 1 273
MY2005: 122

#### 996 Turbo Cab
MY2003: 308
MY2004: 3 099
MY2005: 127

#### 996 Turbo S Coupe
MY2004: 2
MY2005 598
varav 150 var högerstyrda

#### 996 Turbo S Cab
MY2004: 3
MY2005: 960
varav 106 var högerstyrda

### Tekniska data
| Porsche 996:                   | 911 Carrera (1997-2001) | 911 Carrera 4 (1997-2001) | 911 Carrera och Targa (2001-04) | 911 Carrera 4 (2001-04) | 911 Carrera 4S (2001-04) | 911 Turbo (1999-2006) | 911 Turbo S (2003-06) |
| ------------------------------ | --- | --- | --- | --- | --- | --- | --- |
| Motor:                         | 6-cyl boxermotor | 6-cyl boxermotor | 6-cyl boxermotor | 6-cyl boxermotor | 6-cyl boxermotor | 6-cyl boxermotor med turbo | 6-cyl boxermotor med turbo |
| Cylindervolym:                 | 3387 cm³ | 3387 cm³ | 3596 cm³ | 3596 cm³ | 3596 cm³ | 3600 cm³ | 3600 cm³ |
| Borrning x slaglängd:          | 96,0 x 78,0 mm | 96,0 x 78,0 mm | 96,0 x 82,8 mm | 96,0 x 82,8 mm | 96,0 x 82,8 mm | 100,0 x 76,4 mm | 100,0 x 76,4 mm |
| Max effekt vid varvtal:        | 300 hk vid 6 800 v/min | 300 hk vid 6 800 v/min | 320 hk vid 6 800 v/min | 320 hk vid 6 800 v/min | 320 hk vid 6 800 v/min | 420 hk vid 6 000 v/min | 450 hk vid 5 700 v/min |
| Max vridmoment vid varvtal:    | 350 Nm vid 4 600 v/min | 350 Nm vid 4 600 v/min | 370 Nm vid 4 250 v/min | 370 Nm vid 4 250 v/min | 370 Nm vid 4 250 v/min | 560 Nm vid 2700-4600 v/min | 620 Nm vid 3500-4500 v/min |
| Kompression:                   | 11,3 : 1 | 11,3 : 1 | 11,3 : 1 | 11,3 : 1 | 11,3 : 1 | 9,4 : 1 | 9,4 : 1 |
| Ventilstyrning:                | Dubbla överliggande kamaxlar per cylinderrad | Dubbla överliggande kamaxlar per cylinderrad | Dubbla överliggande kamaxlar per cylinderrad | Dubbla överliggande kamaxlar per cylinderrad | Dubbla överliggande kamaxlar per cylinderrad | Dubbla överliggande kamaxlar per cylinderrad | Dubbla överliggande kamaxlar per cylinderrad |
| Kylning:                       | Vätskekylning | Vätskekylning | Vätskekylning | Vätskekylning | Vätskekylning | Vätskekylning | Vätskekylning |
| Kraftöverföring:               | Carrera och Targa: 6-växlad växellåda, bakhjulsdrift Carrera 4, 4S, Turbo och Turbo S: 6-växlad växellåda, fyrhjulsdrift Tillval på samtliga: 5-stegs automatlåda (Tiptronic S) | Carrera och Targa: 6-växlad växellåda, bakhjulsdrift Carrera 4, 4S, Turbo och Turbo S: 6-växlad växellåda, fyrhjulsdrift Tillval på samtliga: 5-stegs automatlåda (Tiptronic S) | Carrera och Targa: 6-växlad växellåda, bakhjulsdrift Carrera 4, 4S, Turbo och Turbo S: 6-växlad växellåda, fyrhjulsdrift Tillval på samtliga: 5-stegs automatlåda (Tiptronic S) | Carrera och Targa: 6-växlad växellåda, bakhjulsdrift Carrera 4, 4S, Turbo och Turbo S: 6-växlad växellåda, fyrhjulsdrift Tillval på samtliga: 5-stegs automatlåda (Tiptronic S) | Carrera och Targa: 6-växlad växellåda, bakhjulsdrift Carrera 4, 4S, Turbo och Turbo S: 6-växlad växellåda, fyrhjulsdrift Tillval på samtliga: 5-stegs automatlåda (Tiptronic S) | Carrera och Targa: 6-växlad växellåda, bakhjulsdrift Carrera 4, 4S, Turbo och Turbo S: 6-växlad växellåda, fyrhjulsdrift Tillval på samtliga: 5-stegs automatlåda (Tiptronic S) | Carrera och Targa: 6-växlad växellåda, bakhjulsdrift Carrera 4, 4S, Turbo och Turbo S: 6-växlad växellåda, fyrhjulsdrift Tillval på samtliga: 5-stegs automatlåda (Tiptronic S) |
| Bromsar:                       | Ventilerade skivbromsar, ABS Tillval på 4S och Turbo, standard på Turbo S: keramiska skivbromsar, ABS                                                                           | Ventilerade skivbromsar, ABS Tillval på 4S och Turbo, standard på Turbo S: keramiska skivbromsar, ABS                                                                           | Ventilerade skivbromsar, ABS Tillval på 4S och Turbo, standard på Turbo S: keramiska skivbromsar, ABS                                                                           | Ventilerade skivbromsar, ABS Tillval på 4S och Turbo, standard på Turbo S: keramiska skivbromsar, ABS                                                                           | Ventilerade skivbromsar, ABS Tillval på 4S och Turbo, standard på Turbo S: keramiska skivbromsar, ABS                                                                           | Ventilerade skivbromsar, ABS Tillval på 4S och Turbo, standard på Turbo S: keramiska skivbromsar, ABS                                                                           | Ventilerade skivbromsar, ABS Tillval på 4S och Turbo, standard på Turbo S: keramiska skivbromsar, ABS                                                                           |
| Hjulupphängning fram:          | Undre tvärlänkar, McPhersonben, skruvfjädrar, krängningshämmare | Undre tvärlänkar, McPhersonben, skruvfjädrar, krängningshämmare | Undre tvärlänkar, McPhersonben, skruvfjädrar, krängningshämmare | Undre tvärlänkar, McPhersonben, skruvfjädrar, krängningshämmare | Undre tvärlänkar, McPhersonben, skruvfjädrar, krängningshämmare | Undre tvärlänkar, McPhersonben, skruvfjädrar, krängningshämmare | Undre tvärlänkar, McPhersonben, skruvfjädrar, krängningshämmare |
| Hjulupphängning bak:           | Multilänkaxel, skruvfjädrar, krängningshämmare | Multilänkaxel, skruvfjädrar, krängningshämmare | Multilänkaxel, skruvfjädrar, krängningshämmare | Multilänkaxel, skruvfjädrar, krängningshämmare | Multilänkaxel, skruvfjädrar, krängningshämmare | Multilänkaxel, skruvfjädrar, krängningshämmare | Multilänkaxel, skruvfjädrar, krängningshämmare |
| Kaross:                        | Carrera: självbärande stålkaross med hastighetsberoende bakspoiler Turbo: självbärande stålkaross med hastighetsberoende bakspoiler (bilar med aerokit har fast spoiler)        | Carrera: självbärande stålkaross med hastighetsberoende bakspoiler Turbo: självbärande stålkaross med hastighetsberoende bakspoiler (bilar med aerokit har fast spoiler)        | Carrera: självbärande stålkaross med hastighetsberoende bakspoiler Turbo: självbärande stålkaross med hastighetsberoende bakspoiler (bilar med aerokit har fast spoiler)        | Carrera: självbärande stålkaross med hastighetsberoende bakspoiler Turbo: självbärande stålkaross med hastighetsberoende bakspoiler (bilar med aerokit har fast spoiler)        | Carrera: självbärande stålkaross med hastighetsberoende bakspoiler Turbo: självbärande stålkaross med hastighetsberoende bakspoiler (bilar med aerokit har fast spoiler)        | Carrera: självbärande stålkaross med hastighetsberoende bakspoiler Turbo: självbärande stålkaross med hastighetsberoende bakspoiler (bilar med aerokit har fast spoiler)        | Carrera: självbärande stålkaross med hastighetsberoende bakspoiler Turbo: självbärande stålkaross med hastighetsberoende bakspoiler (bilar med aerokit har fast spoiler)        |
| Spårvidd fram/bak:             | 1455/1500 mm | 1455/1500 mm | 1465/1500 mm | 1465/1500 mm | 1472/1528 mm | 1465/1522 mm | 1465/1522 mm |
| Hjulbas:                       | 2350 mm | 2350 mm | 2350 mm | 2350 mm | 2350 mm | 2350 mm | 2350 mm |
| Fälgar, däck:                  | Fram: 7J x 17 med 205/50 ZR17 Bak: 9J x 17 med 255/40 ZR17 | Fram: 7J x 17 med 205/50 ZR17 Bak: 9J x 17 med 255/40 ZR17 | Fram: 7J x 17 med 205/50 ZR17 Bak: 9J x 17 med 255/40 ZR17 | Fram: 7J x 17 med 205/50 ZR17 Bak: 9J x 17 med 255/40 ZR17 | Fram: 8J x 18 med 225/40 ZR18 Bak: 11J x 18 med 295/30 ZR18 | Fram: 8J x 18 med 225/40 ZR18 Bak: 11J x 18 med 295/30 ZR18 | Fram: 8J x 18 med 225/40 ZR18 Bak: 11J x 18 med 295/30 ZR18 |
| Längd x bredd x höjd:          | 4430 x 1765 x 1295 mm | 4430 x 1765 x 1295 mm | 4430 x 1765 x 1295 mm | 4430 x 1765 x 1295 mm | 4435 x 1830 x 1295 mm | 4435 x 1830 x 1295 mm | 4435 x 1830 x 1295 mm |
| Tomvikt:                       | 1320 kg | 1320 kg | 1430 kg | 1430 kg | 1495 kg | 1540 kg | 1540 kg |
| Topphastighet:                 | 280 km/h | 280 km/h | 285 km/h | 285 km/h | 280 km/h | 305 km/h | 307 km/h |
| Acceleration 0 – 100 km/h:     | 5,2 s | 5,2 s | 5,0 s | 5,0 s | 5,1 s | 4,2 s | 4,2 s |
| Bränsleförbrukning per 100 km: | | | 11,1 l (Tiptronic 11,3 l) | 11,1 l (Tiptronic 11,3 l) | 11,4 l (Tiptr. 12,1 l) | 12,9 l (Tiptr. 13,9 l) | 13,3 l (Tiptr. 14,2 l) |

## Porsche 996 GT

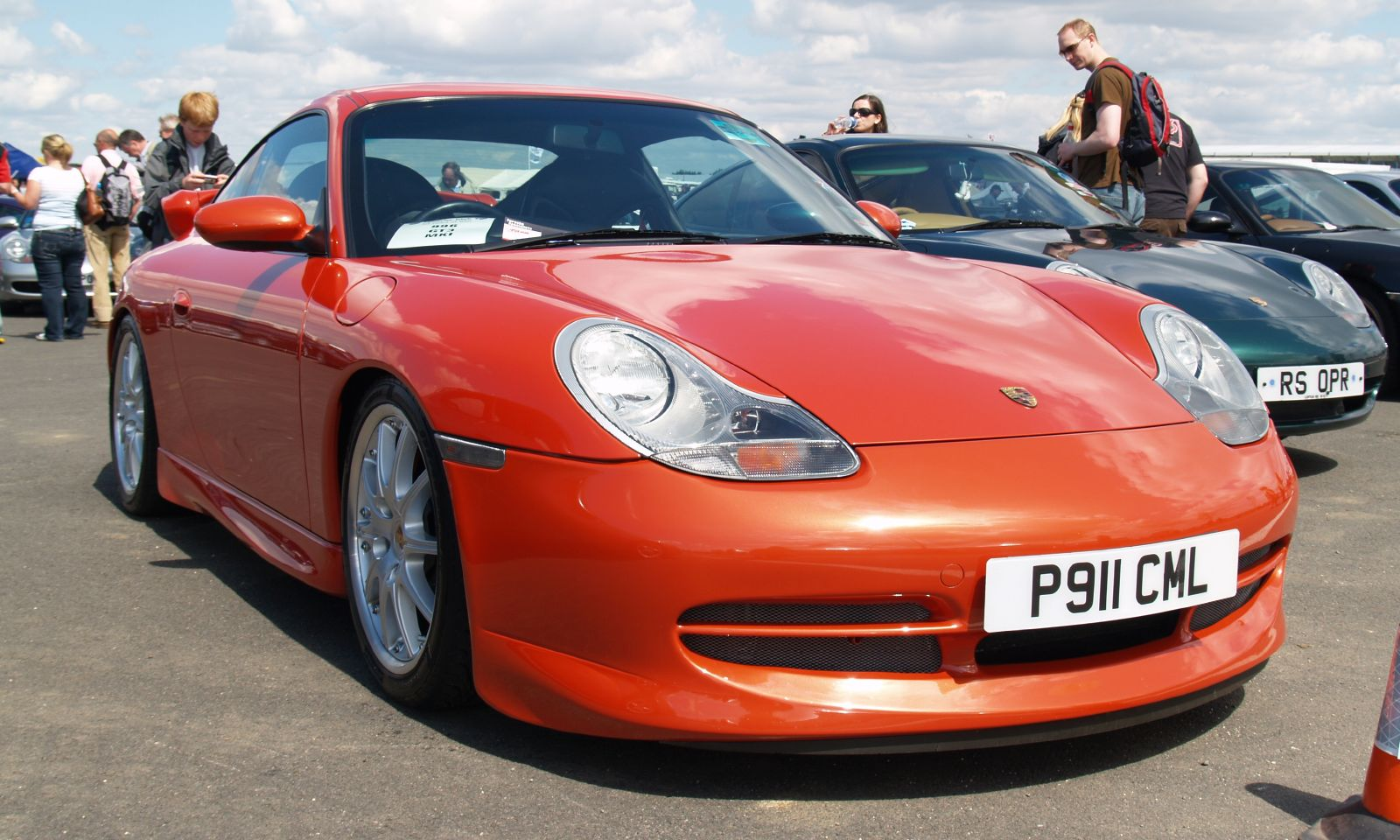
1999 Porsche 996 GT3

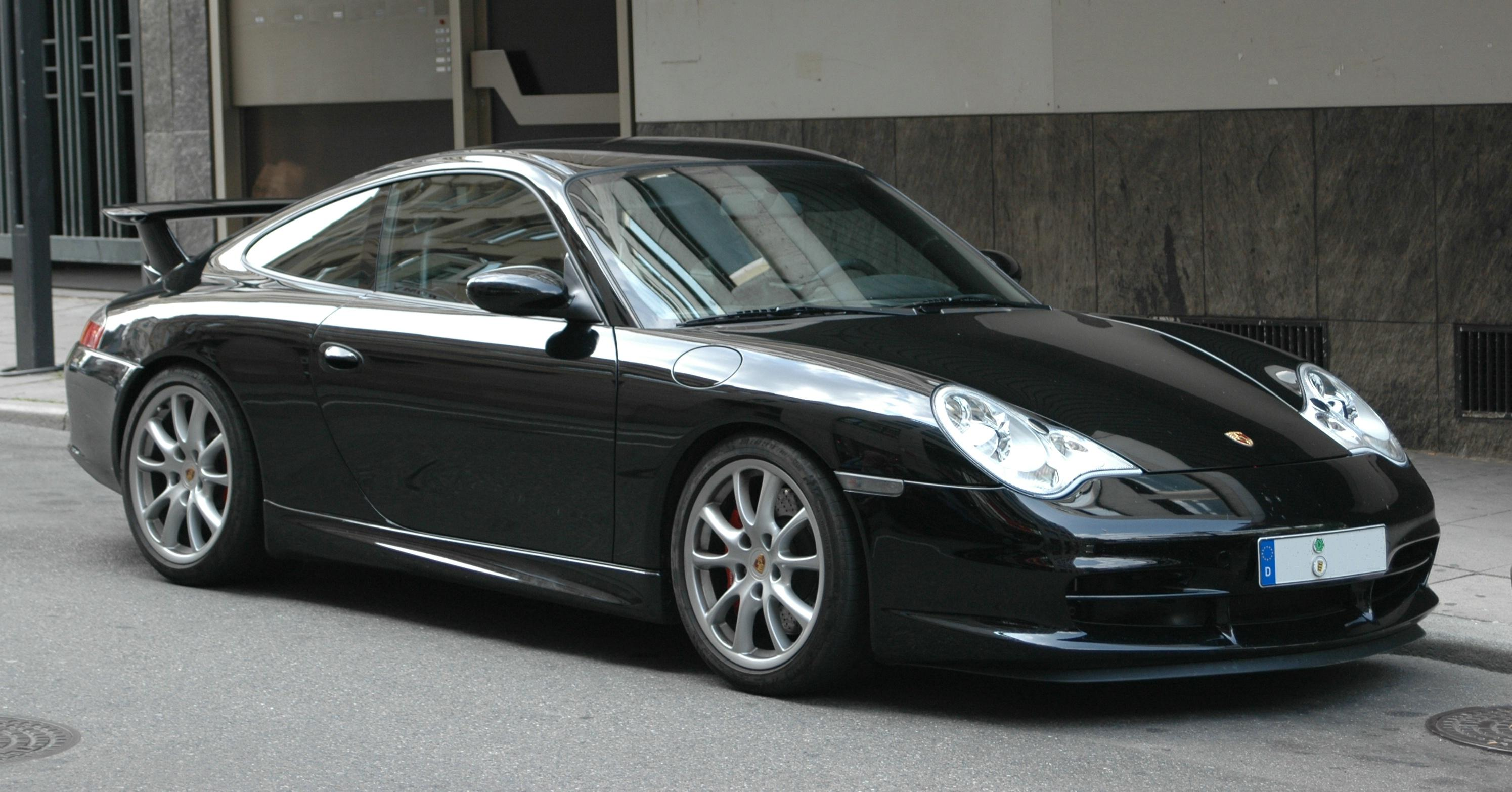
2003 Porsche 996 GT3

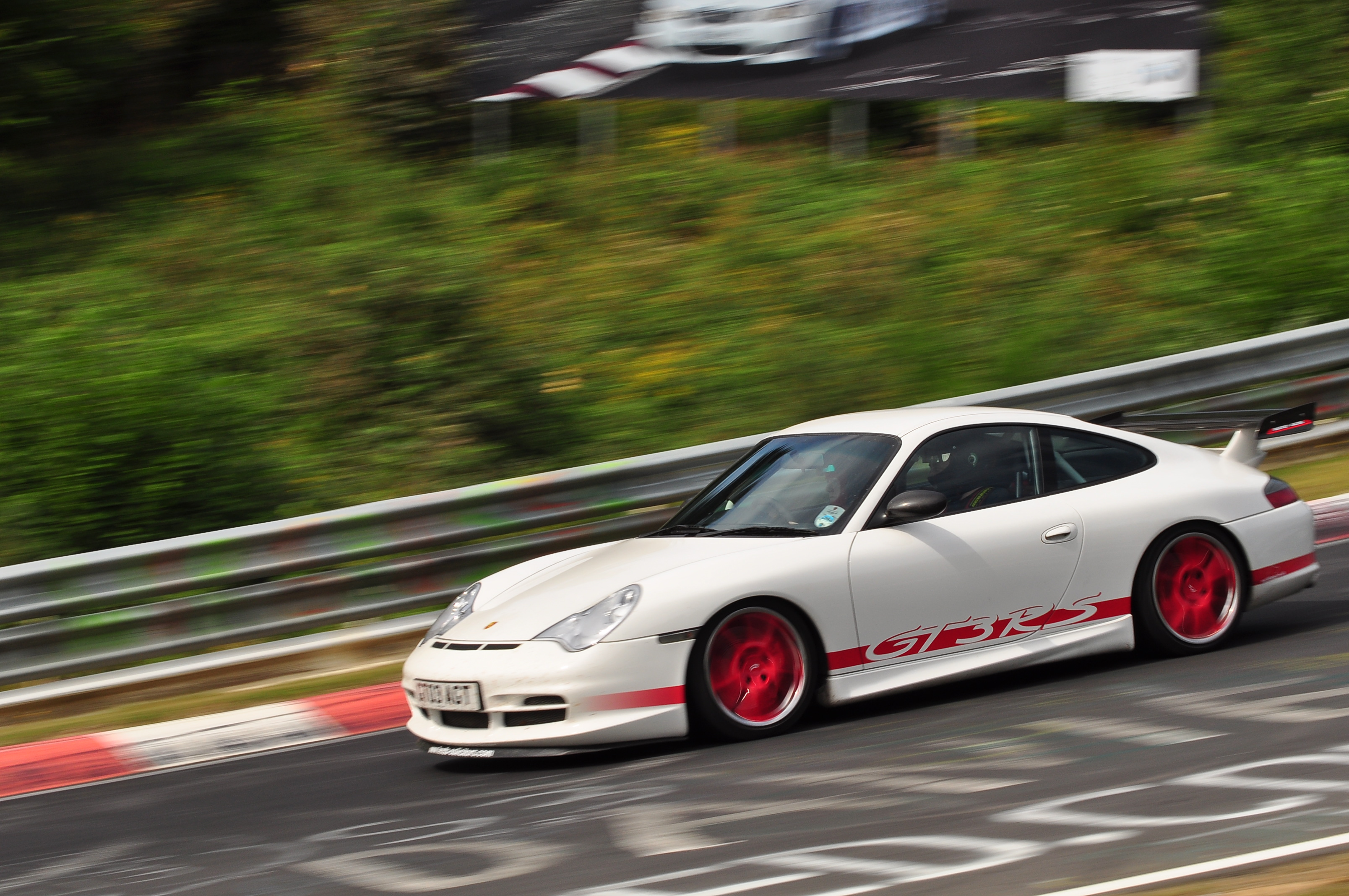
2003 Porsche 996 GT3 RS

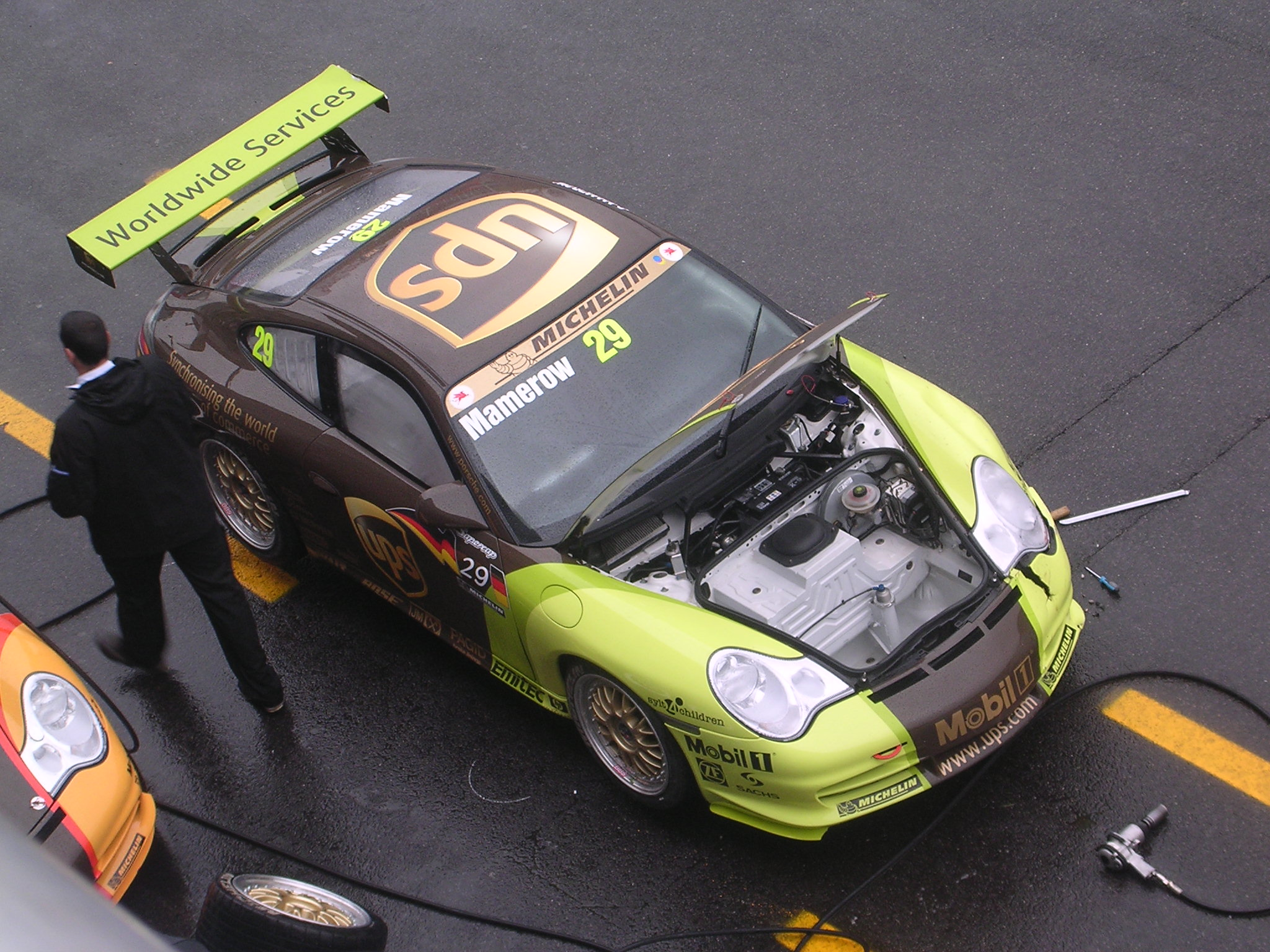
Porsche 996 GT3 Cup

Från 1999 såldes gatracern GT3 med sugmotor. Modellen uppdaterades samtidigt med övriga programmet 2001, med bland annat starkare motor.
Hösten 2000 tillkom GT2 med dubbla turboaggregat. Liksom GT3 så är GT2 enbart bakhjulsdriven.

### Tekniska data
| Porsche 996:                   | 911 GT3 (1999-2001)                                             | 911 GT3 (2001-04)                                               | 911 GT3 RS (2001-04)                                            | 911 GT2 (2000-03)                                               | 911 GT2 (2003-06)                                               |
| ------------------------------ | --------------------------------------------------------------- | --------------------------------------------------------------- | --------------------------------------------------------------- | --------------------------------------------------------------- | --------------------------------------------------------------- |
| Motor:                         | 6-cyl boxermotor                                                | 6-cyl boxermotor                                                | 6-cyl boxermotor                                                | 6-cyl boxermotor med turbo                                      | 6-cyl boxermotor med turbo                                      |
| Cylindervolym:                 | 3600 cm³                                                        | 3600 cm³                                                        | 3600 cm³                                                        | 3600 cm³                                                        | 3600 cm³                                                        |
| Borrning x slaglängd:          | 100,0 x 76,4 mm                                                 | 100,0 x 76,4 mm                                                 | 100,0 x 76,4 mm                                                 | 100,0 x 76,4 mm                                                 | 100,0 x 76,4 mm                                                 |
| Max effekt vid varvtal:        | 360 hk vid 7 200 v/min                                          | 381 hk vid 7 400 v/min                                          | 381 hk vid 7 400 v/min                                          | 462 hk vid 5 700 v/min                                          | 483 hk vid ? v/min                                              |
| Max vridmoment vid varvtal:    | 370 Nm vid 5 000 v/min                                          | 385 Nm vid 5 000 v/min                                          | 385 Nm vid 5 000 v/min                                          | 620 Nm vid 3500-4500 v/min                                      |                                                                 |
| Kompression:                   | 11,7 : 1                                                        | 11,7 : 1                                                        | 11,7 : 1                                                        | 9,4 : 1                                                         |                                                                 |
| Ventilstyrning:                | Dubbla överliggande kamaxlar per cylinderrad                    | Dubbla överliggande kamaxlar per cylinderrad                    | Dubbla överliggande kamaxlar per cylinderrad                    | Dubbla överliggande kamaxlar per cylinderrad                    | Dubbla överliggande kamaxlar per cylinderrad                    |
| Kylning:                       | Vätskekylning                                                   | Vätskekylning                                                   | Vätskekylning                                                   | Vätskekylning                                                   | Vätskekylning                                                   |
| Kraftöverföring:               | 6-växlad växellåda, bakhjulsdrift                               | 6-växlad växellåda, bakhjulsdrift                               | 6-växlad växellåda, bakhjulsdrift                               | 6-växlad växellåda, bakhjulsdrift                               | 6-växlad växellåda, bakhjulsdrift                               |
| Bromsar:                       | Ventilerade skivbromsar, ABS                                    | Ventilerade skivbromsar, ABS                                    | Ventilerade skivbromsar, ABS                                    | Keramiska skivbromsar, ABS                                      | Keramiska skivbromsar, ABS                                      |
| Hjulupphängning fram:          | Undre tvärlänkar, McPhersonben, skruvfjädrar, krängningshämmare | Undre tvärlänkar, McPhersonben, skruvfjädrar, krängningshämmare | Undre tvärlänkar, McPhersonben, skruvfjädrar, krängningshämmare | Undre tvärlänkar, McPhersonben, skruvfjädrar, krängningshämmare | Undre tvärlänkar, McPhersonben, skruvfjädrar, krängningshämmare |
| Hjulupphängning bak:           | Multilänkaxel, skruvfjädrar, krängningshämmare                  | Multilänkaxel, skruvfjädrar, krängningshämmare                  | Multilänkaxel, skruvfjädrar, krängningshämmare                  | Multilänkaxel, skruvfjädrar, krängningshämmare                  | Multilänkaxel, skruvfjädrar, krängningshämmare                  |
| Kaross:                        | Självbärande stålkaross med fast bakspoiler                     | Självbärande stålkaross med fast bakspoiler                     | Självbärande stålkaross med fast bakspoiler                     | Självbärande stålkaross med fast bakspoiler                     | Självbärande stålkaross med fast bakspoiler                     |
| Spårvidd fram/bak:             | 1475/1495 mm                                                    | 1485/1495 mm                                                    | 1485/1495 mm                                                    | 1485/1520 mm                                                    | 1485/1520 mm                                                    |
| Hjulbas:                       | 2350 mm                                                         | 2350 mm                                                         | 2350 mm                                                         | 2350 mm                                                         | 2350 mm                                                         |
| Fälgar, däck:                  | Fram: 8J x 18 med 225/40 ZR18 Bak: 10J x 18 med 285/30 ZR18     | Fram: 8J x 18 med 225/40 ZR18 Bak: 10J x 18 med 285/30 ZR18     | Fram: 8J x 18 med 225/40 ZR18 Bak: 10J x 18 med 285/30 ZR18     | Fram: 8,5J x 18 med 235/40 ZR18 Bak: 12J x 18 med 315/30 ZR18   | Fram: 8,5J x 18 med 235/40 ZR18 Bak: 12J x 18 med 315/30 ZR18   |
| Längd x bredd x höjd:          | 4430 x 1765 x 1310 mm                                           | 4435 x 1770 x 1310 mm                                           | 4435 x 1770 x 1310 mm                                           | 4450 x 1830 x 1310 mm                                           | 4450 x 1830 x 1310 mm                                           |
| Tomvikt:                       | 1350 kg                                                         | 1380 kg                                                         | 1360 kg                                                         | 1420 kg                                                         | 1420 kg                                                         |
| Topphastighet:                 | 302 km/h                                                        | 306 km/h                                                        | 306 km/h                                                        | 315 km/h                                                        |                                                                 |
| Acceleration 0 – 100 km/h:     | 4,8 s                                                           | 4,5 s                                                           | 4,3 s                                                           | 4,1 s                                                           |                                                                 |
| Bränsleförbrukning per 100 km: |                                                                 | 12,9 l                                                          | 12,9 l                                                          | 12,9 l                                                          |                                                                 |